# 中三田駅
中三田駅（なかみたえき）は、広島県広島市安佐北区白木町大字三田にある、西日本旅客鉄道（JR西日本）芸備線の駅である。

## 歴史
- 1915年（大正4年）4月28日：芸備鉄道開業時に同路線上に開設[2]。
- 1937年（昭和12年）7月1日：芸備鉄道国有化[2]。鉄道省芸備線の駅となる。
- 1960年（昭和35年）6月1日：貨物取扱廃止[2]。
- 1973年（昭和48年）11月1日：国鉄（→JR）の特定都区市内制度における「広島市内」の駅となる[3][注釈 1]。
- 1983年（昭和58年）3月8日：荷物扱い廃止[4]。無人駅化[5]（簡易委託駅化）。
- 1987年（昭和62年）4月1日：国鉄分割民営化に伴いJR西日本に承継[2]。
- 2018年（平成30年）7月6日：豪雨災害により営業休止。
- 2019年（平成31年・令和元年）
  - 4月4日：三次駅 - 当駅間で暫定的に運転再開[6]。
  - 10月23日：三次駅 - 当駅 - 狩留家駅間で本格的に運転再開[7][8]。
- 2024年（令和6年）11月末：自動券売機を撤去[9]。

## 駅構造
島式ホーム1面2線を持つ地上駅。列車交換が可能であるが、構内配線は1線スルー方式では無い。また、2番線は両方向からの進入・進出が可能で非常時には折返し運転が可能。コンクリート製駅舎が線路東側に建てられており、ホームへは構内踏切で連絡している。
広島駅管理の無人駅。簡易委託乗車券の発売は廃止された。JRの特定都区市内制度における「広島市内」の駅である。
便所は男女共用の汲取り式だと思われるが閉鎖してあり使用不可能。

### のりば
| のりば | 路線   | 方向 | 行先             |
| ------ | ------ | ---- | ---------------- |
| 1      | 芸備線 | 上り | 志和口・三次方面 |
| 2      | 芸備線 | 下り | 広島行き         |

付記事項
- 2016年3月現在、ホームの方面案内板にのりば番号が表記されている。
- 当駅から広島方は平成30年7月豪雨の影響で不通、バス代行が続いており、列車は三次方面のみの運転だった。
- 2021年秋に狩留家駅 - 当駅間で工事を行うため、日中時間帯の三次方面行きは当駅始発となったことがあった[10]。

## 利用状況
以下の情報は、広島市統計書及び広島市勢要覧に基づいたデータである。
| 年度               | 1日平均 乗車人員 | 年度毎 総数 | 定期券 総数 | 普通券 総数 |
| ------------------ | ---------------- | ----------- | ----------- | ----------- |
| 1974年（昭和49年） | 449.4            | 328,026     | 268,952     | 59,074      |
| 1975年（昭和50年） | 447.3            | 327,426     | 263,192     | 64,284      |
| 1976年（昭和51年） | 437.7            | 319,525     | 251,466     | 68,059      |
| 1977年（昭和52年） | 472.5            | 344,920     | 278,136     | 66,784      |
| 1978年（昭和53年） | 431.3            | 314,883     | 250,728     | 64,155      |

以上の1日平均乗車人員は、乗車数と降車数が同じであると仮定し、年度毎総数を365（閏年が関係する1975年は366）で割った後で、さらに2で割った値を、小数点第二位で四捨五入。小数点一位の値にした物である。
| 年度                | 1日平均 乗車人員 |
| ------------------- | ---------------- |
| 1979年（昭和54年）  | 419              |
| 1980年（昭和55年）  | 432              |
| 1981年（昭和56年）  | 435              |
| 1982年（昭和57年）  | 424              |
| 1983年（昭和58年）  | 388              |
| 1984年（昭和59年）  | 386              |
| 1985年（昭和60年）  | 378              |
| 1986年（昭和61年）  | 370              |
| 1987年（昭和62年）  | 343              |
| 1988年（昭和63年）  | 341              |
| 1989年（平成 元年） | 323              |
| 1990年（平成02年）  | 307              |
| 1991年（平成03年）  | 297              |
| 1992年（平成04年）  | 282              |
| 1993年（平成05年）  | 276              |
| 1994年（平成06年）  | 280              |
| 1995年（平成07年）  | 277              |
| 1996年（平成08年）  | 278              |
| 1997年（平成09年）  | 278              |
| 1998年（平成10年）  | 290              |
| 1999年（平成11年）  | 282              |
| 2000年（平成12年）  | 261              |
| 2001年（平成13年）  | 278              |
| 2002年（平成14年）  | 264              |
| 2003年（平成15年）  | 234              |
| 2004年（平成16年）  | 226              |
| 2005年（平成17年）  | 215              |
| 2006年（平成18年）  | 199              |
| 2007年（平成19年）  | 188              |
| 2008年（平成20年）  | 179              |
| 2009年（平成21年）  | 188              |
| 2010年（平成22年）  | 187              |
| 2011年（平成23年）  | 180              |
| 2012年（平成24年）  | 169              |
| 2013年（平成25年）  | 176              |
| 2014年（平成26年）  | 160              |
| 2015年（平成27年）  | 154              |
| 2016年（平成28年）  | 155              |
| 2017年（平成29年）  | 140              |
| 2018年（平成30年）  | 84               |
| 2019年（令和 元年） | 81               |
| 2020年（令和02年）  | 91               |
| 2021年（令和03年）  | 88               |
| 2022年（令和04年）  | 80               |

乗車数グラフ

## 駅周辺
- 安芸三田郵便局
- 広島市立三田小学校
- 三田保育所
- 三篠川

## 隣の駅
西日本旅客鉄道（JR西日本）
 芸備線
■快速「みよしライナー」
通過
■普通
上三田駅 - 中三田駅 - 白木山駅